# エレナ・オスタペンコ
エレナ・オスタペンコ（Jeļena Ostapenko, 1997年6月8日 - ）は、ラトビア・リガ出身の女子プロテニス選手。2017年の全仏オープン女子シングルス優勝者。これまでにWTAツアーでシングルス9勝、ダブルス11勝を挙げている。身長177cm、体重68kg。右利き、バックハンド・ストロークは両手打ち。WTAランキング自己最高位はシングルス5位、ダブルス3位。

## 来歴
5歳から母親の手ほどきでテニスを始める。ジュニア時代は2014年ウィンブルドン選手権のジュニアシングルスで優勝している。
4大大会では2015年ウィンブルドン選手権で主催者推薦により初出場し1回戦で第9シードのカルラ・スアレス・ナバロを 6–2, 6–0 で破り初戦を突破した。2015年9月のケベックシティ大会でツアー初の決勝に進出した。決勝でアニカ・ベックに 2–6, 2–6 で敗れた。
2016年2月のドーハ大会ではノーシードからプレミア5の大会の決勝に進出した。決勝ではカルラ・スアレス・ナバロに 6–1, 4–6, 4–6 で敗れツアー初優勝を逃した。
2016年全仏オープンでは第32シードになり4大大会で初めてシード選手になった。1回戦で同じ1997年生の大坂なおみと対戦し 4–6, 5–7 で敗れた。
2016年8月のリオ五輪で初めてのオリンピックに出場した。シングルス1回戦でサマンサ・ストーサーに 6-1, 3-6, 2-6 で敗れた。
2017年の全仏オープンはノーシードから快進撃を見せて初の決勝進出。決勝で第3シードのシモナ・ハレプに 4-6, 6-4, 6-3 で逆転勝利しグランドスラム初優勝を果たした。ノーシード選手の全仏オープン優勝は、女子シングルスでは史上初、ラトビア人としても男女を通して初めての4大大会シングルス優勝である。
ウィンブルドンでは準々決勝でビーナス・ウィリアムズに 3-6, 5-7 で敗れた。全米オープンでは3回戦でダリア・カサトキナに 3-6, 2-6 で敗れた。大会後のランキングで10位になり、トップ10入りを果たしている。2018年3月19日付けのランキングで自己最高の5位を記録している。
連覇を目指した2018年全仏オープンは1回戦でカテリナ・コズロワに 5-7, 3-6 で敗れ前年優勝者の1回戦敗退となってしまった。2018年ウィンブルドンではベスト4に進出し準決勝でアンゲリク・ケルバーに 3-6, 3-6 で敗れた。
2025年4月21日、ドイツのシュツットガルトで行われたポルシェ・グランプリシングルスにおいて、6―4、6―1でアリーナ・サバレンカを破り、今季初勝利を挙げた。

## WTAツアー決勝進出結果

### シングルス: 18回 (9勝9敗)
| 大会グレード                  | 大会グレード  |
| 2020年以前                    | 2021年以後    |
| ----------------------------- | ------------- |
| グランドスラム (1–0)          |               |
| WTAファイナルズ (0–0)         |               |
| プレミア・マンダトリー (0–1)  | WTA1000 (0–1) |
| プレミア5 (0–1)               | WTA1000 (0–1) |
| WTAエリート・トロフィー (0–0) |               |
| プレミア (0–1)                | WTA500 (5–1)  |
| インターナショナル (2–2)      | WTA250 (1–2)  |

| 結果   | No. | 決勝日         | 大会               | サーフェス    | 対戦相手                       | スコア             |
| ------ | --- | -------------- | ------------------ | ------------- | ------------------------------ | ------------------ |
| 準優勝 | 1.  | 2015年9月20日  | ケベックシティ     | ハード (室内) | アニカ・ベック                 | 2-6, 2-6           |
| 準優勝 | 2.  | 2016年2月27日  | ドーハ             | ハード        | カルラ・スアレス・ナバロ       | 6-1, 4-6, 4-6      |
| 準優勝 | 3.  | 2017年4月9日   | チャールストン     | クレー        | ダリア・カサトキナ             | 3-6, 1-6           |
| 優勝   | 1.  | 2017年6月10日  | 全仏オープン       | クレー        | シモナ・ハレプ                 | 4-6, 6-4, 6-3      |
| 優勝   | 2.  | 2017年9月24日  | ソウル             | ハード        | ベアトリス・ハダッド・マイア   | 6-7(5-7), 6-1, 6-4 |
| 準優勝 | 4.  | 2018年3月31日  | マイアミ           | ハード        | スローン・スティーブンス       | 6-7(5-7), 1-6      |
| 準優勝 | 5.  | 2019年10月13日 | リンツ             | ハード (室内) | コリ・ガウフ                   | 3-6, 6-1, 2-6      |
| 優勝   | 3.  | 2019年10月20日 | ルクセンブルク     | ハード (室内) | ユリア・ゲルゲス               | 6-4, 6-1           |
| 優勝   | 4.  | 2021年7月26日  | イーストボーン     | 芝            | アネット・コンタベイト         | 6-3, 6-3           |
| 準優勝 | 6.  | 2021年9月19日  | ルクセンブルク     | ハード (室内) | クララ・タウソン               | 3-6, 6-4, 4-6      |
| 優勝   | 5.  | 2022年2月20日  | ドバイ             | ハード        | ベロニカ・クデルメトワ         | 6-0, 6-4           |
| 準優勝 | 7.  | 2022年7月26日  | イーストボーン     | 芝            | ペトラ・クビトバ               | 3-6, 2-6           |
| 準優勝 | 8.  | 2022年9月25日  | ソウル             | ハード        | エカテリーナ・アレクサンドロワ | 6-7(4-7), 0-6      |
| 優勝   | 6.  | 2023年6月25日  | バーミンガム       | 芝            | バルボラ・クレイチコバ         | 7-6(10-8), 6-4     |
| 優勝   | 7.  | 2024年1月13日  | アデレード         | ハード        | ダリア・カサトキナ             | 6-3, 6-2           |
| 優勝   | 8.  | 2024年2月4日   | リンツ             | ハード (室内) | エカテリーナ・アレクサンドロワ | 6-2, 6-3           |
| 準優勝 | 9.  | 2025年2月16日  | ドーハ             | ハード        | アマンダ・アニシモバ           | 4-6, 3-6           |
| 優勝   | 9.  | 2025年4月21日  | シュトゥットガルト | クレー (室内) | アリーナ・サバレンカ           | 6-4, 6-1           |

### ダブルス: 22回 (11勝11敗)
| 結果   | No. | 決勝日         | 大会                 | サーフェス    | パートナー                 | 対戦相手                                                      | スコア                |
| ------ | --- | -------------- | -------------------- | ------------- | -------------------------- | ------------------------------------------------------------- | --------------------- |
| 優勝   | 1.  | 2017年2月5日   | サンクトペテルブルク | ハード (室内) | アリシア・ロソルスカ       | ダリア・ユラク クセーニャ・クノル                             | 3-6, 6-2, [10-5]      |
| 優勝   | 2.  | 2017年4月30日  | シュトゥットガルト   | クレー (室内) | ラケル・アタウォ           | アビゲイル・スピアーズ カタリナ・スレボトニク                 | 6-4, 6-4              |
| 優勝   | 3.  | 2018年2月18日  | ドーハ               | ハード        | ガブリエラ・ダブロウスキー | アンドレヤ・クレパーチ マリア・ホセ・マルティネス・サンチェス | 6-3, 6-3              |
| 準優勝 | 1.  | 2019年7月28日  | リガ                 | クレー        | ガリナ・ボズコボワ         | シャロン・フィッチマン ニナ・ストヤノビッチ                   | 6-2, 6-7(1-7), [6-10] |
| 準優勝 | 2.  | 2019年10月6日  | 北京                 | ハード        | ダヤナ・ヤストレムスカ     | ソフィア・ケニン ベサニー・マテック＝サンズ                   | 3-6, 7-6(7-5), [7-10] |
| 準優勝 | 3.  | 2020年2月25日  | ドーハ               | ハード        | ガブリエラ・ダブロウスキー | 謝淑薇 バルボラ・ストリコバ                                   | 2-6, 7-5, [2-10]      |
| 準優勝 | 4.  | 2021年3月5日   | ドーハ               | ハード        | モニカ・ニクレスク         | ニコール・メリカー デミ・シュールス                           | 2-6, 6-2, [8-10]      |
| 優勝   | 4.  | 2021年10月23日 | モスクワ             | ハード (室内) | カテリナ・シニャコバ       | ナディラ・キチェノク ラルカ・オラル                           | 6-2, 4-6, [10-8]      |
| 準優勝 | 5.  | 2022年2月20日  | ドバイ               | ハード        | リュドミラ・キチェノク     | ベロニカ・クデルメトワ エリーズ・メルテンス                   | 1-6, 3-6              |
| 優勝   | 5.  | 2022年6月19日  | バーミンガム         | 芝            | リュドミラ・キチェノク     | エリーズ・メルテンス 張帥                                     | 不戦勝                |
| 準優勝 | 6.  | 2022年6月25日  | イーストボーン       | 芝            | リュドミラ・キチェノク     | アレクサンドラ・クルニッチ マグダ・リネッテ                   | 不戦敗                |
| 優勝   | 6.  | 2022年8月21日  | シンシナティ         | ハード        | リュドミラ・キチェノク     | ニコール・メリカー エレン・ペレス                             | 7-6(7-5), 6-3         |
| 準優勝 | 7.  | 2023年2月18日  | ドーハ               | ハード        | リュドミラ・キチェノク     | コリ・ガウフ ジェシカ・ペグラ                                 | 4-6, 6-2, [7-10]      |
| 優勝   | 7.  | 2024年1月6日   | ブリスベン           | ハード        | リュドミラ・キチェノク     | グリート・ミネン ヘザー・ワトソン                             | 7-5, 6-2              |
| 準優勝 | 8.  | 2024年1月28日  | 全豪オープン         | ハード        | リュドミラ・キチェノク     | 謝淑薇 エリーズ・メルテンス                                   | 1-6, 5-7              |
| 優勝   | 8.  | 2024年6月30日  | イーストボーン       | 芝            | リュドミラ・キチェノク     | ガブリエラ・ダブロウスキー エリン・ラウトリフ                 | 5-7, 7-6(7-2), [10-8] |
| 優勝   | 9.  | 2024年9月6日   | 全米オープン         | ハード        | リュドミラ・キチェノク     | クリスティナ・ムラデノビッチ 張帥                             | 6-4, 6-3              |
| 準優勝 | 9.  | 2025年1月26日  | 全豪オープン         | ハード        | 謝淑薇                     | カテリナ・シニャコバ テイラー・タウンゼント                   | 2-6, 7-6(7-4), 3-6    |
| 優勝   | 10. | 2025年2月8日   | アブダビ             | ハード        | エレン・ペレス             | クリスティナ・ムラデノビッチ 張帥                             | 6-2, 6-1              |
| 準優勝 | 10. | 2025年2月22日  | ドバイ               | ハード        | 謝淑薇                     | カテリナ・シニャコバ テイラー・タウンゼント                   | 6-7(5-7), 4-6         |
| 優勝   | 11. | 2025年4月7日   | チャールストン       | ハード        | エリン・ラウトリフ         | キャロライン・ドールハイド デシラエ・クラウチェク             | 6-4, 6-2              |
| 準優勝 | 11. | 2025年7月13日  | ウィンブルドン       | 芝            | 謝淑薇                     | ベロニカ・クデルメトバ エリーズ・メルテンス                   | 6-3, 2-6, 4-6         |

## 4大大会優勝
- 全仏オープン 女子シングルス：1勝（2017年）

| 年     | 大会         | 対戦相手       | 試合結果      |
| ------ | ------------ | -------------- | ------------- |
| 2017年 | 全仏オープン | シモナ・ハレプ | 4–6, 6–4, 6–3 |

## 4大大会シングルス成績
略語の説明
| W | F | SF | QF | #R | RR | Q# | LQ | A | Z# | PO | G | S | B | NMS | P | NH |

W=優勝, F=準優勝, SF=ベスト4, QF=ベスト8, #R=#回戦敗退, RR=ラウンドロビン敗退, Q#=予選#回戦敗退, LQ=予選敗退, A=大会不参加, Z#=デビスカップ/BJKカップ地域ゾーン, PO=デビスカップ/BJKカッププレーオフ, G=オリンピック金メダル, S=オリンピック銀メダル, B=オリンピック銅メダル, NMS=マスターズシリーズから降格, P=開催延期, NH=開催なし.
| 大会           | 2015 | 2016 | 2017 | 2018 | 2019 | 2020 | 2021 | 2022 | 2023 | 2024 | 2025 | 通算成績 |
| -------------- | ---- | ---- | ---- | ---- | ---- | ---- | ---- | ---- | ---- | ---- | ---- | -------- |
| 全豪オープン   | A    | 1R   | 3R   | 3R   | 1R   | 2R   | 1R   | 3R   | QF   | 3R   | 1R   | 13–10    |
| 全仏オープン   | LQ   | 1R   | W    | 1R   | 1R   | 3R   | 1R   | 2R   | 2R   | 2R   | 3R   | 14–9     |
| ウィンブルドン | 2R   | 1R   | QF   | SF   | 1R   | NH   | 3R   | 4R   | 2R   | QF   | 1R   | 20–10    |
| 全米オープン   | 2R   | 1R   | 3R   | 3R   | 3R   | A    | A    | 3R   | QF   | 1R   |      | 11–8     |